# Roman Přibyl
Roman Přibyl (* 16. srpna 1973) je bývalý český fotbalový útočník. Bydlí ve Znojmě.

## Hráčská kariéra
V neděli 18. srpna 1996 debutoval v dresu Drnovic v nejvyšší soutěži na Letné proti domácí Spartě (nerozhodně 2:2). Za Drnovice také vstřelil svůj jediný prvoligový gól v České republice, když v neděli 14. září 1997 v Drnovicích jedinou brankou rozhodl zápas proti Hradci Králové. Poslední prvoligový start v domácí nejvyšší soutěži si připsal v neděli 16. května 1999 v Karviné proti Baníku Ostrava (prohra 1:3). V nejvyšší slovenské soutěži hrál za Rimavskou Sobotu v sezoně 1997/98 a na podzim 1998.
Za Znojmo hrál druhou, třetí a později také čtvrtou nejvyšší soutěž. Na jaře 1996 působil v nižší rakouské soutěži. Na podzim 1999 hrál II. ligu v Karviné, na jaře 2000 hrál MSFL za FC PSJ Jihlava. Poté se vrátil do divizního Znojma, se kterým v sezoně 2001/02 vybojoval postup zpět do MSFL. V letech 2004–2006 působil opět v Rakousku, kariéru uzavřel v TJ Družstevník Starý Petřín.

### Ligová bilance
| Ročník                              | Zápasy | Góly | Minuty | Klub                      |
| ----------------------------------- | ------ | ---- | ------ | ------------------------- |
| II. liga 1992/93                    | –      | –    | –      | SKPP Znojmo               |
| II. liga 1993/94                    | –      | 4    | –      | SKP Znojmo                |
| MSFL 1994/95                        | –      | 6    | –      | VTJ Znojmo-Rapotice       |
| MSFL 1995/96                        | –      | 14   | –      | VTJ Znojmo                |
| I. liga 1996/97                     | 13     | 0    | 516    | FC Petra Drnovice         |
| I. liga 1997/98                     | 2      | 1    | 25     | FC Petra Drnovice         |
| I. slov. liga 1997/98               | 21     | 7    | –      | FC Tauris Rimavská Sobota |
| I. slov. liga 1998/99               | 8      | 0    | –      | FC Tauris Rimavská Sobota |
| I. liga 1998/99                     | 13     | 0    | 504    | FC Karviná                |
| II. liga 1999/00                    | 10     | 1    | –      | FC Karviná                |
| MSFL 1999/00                        | –      | 7    | –      | FC PSJ Jihlava            |
| MSFL 2002/03                        | –      | 16   | –      | 1. SC Znojmo              |
| MSFL 2003/04                        | –      | 16   | –      | 1. SC Znojmo              |
| CELKEM I. LIGA (1996–1999)          | 28     | 1    | 1 045  |                           |
| CELKEM I. LIGA (1997–1998)          | 29     | 7    | –      |                           |
| CELKEM II. LIGA (1993–1999)         | –      | 5    | –      |                           |
| CELKEM III. LIGA – MSFL (1994–2004) | –      | 59   | –      |                           |